# Bargny
Bargny is een gemeente in het Franse departement Oise (regio Hauts-de-France) en telt 273 inwoners (2008). De plaats maakt deel uit van het arrondissement Senlis.

## Geografie
De oppervlakte van Bargny bedraagt 7,7 km², de bevolkingsdichtheid is 27,9 inwoners per km².
De onderstaande kaart toont de ligging van Bargny met de belangrijkste infrastructuur en aangrenzende gemeenten.

## Demografie
Onderstaande figuur toont het verloop van het inwonertal (bron: INSEE-tellingen).